# Roseburg North
Roseburg North é uma Região censo-designada localizada no estado norte-americano de Oregon, no Condado de Douglas.

## Demografia
Segundo o censo norte-americano de 2000, a sua população era de 5473 habitantes.

## Geografia
De acordo com o United States Census Bureau tem uma área de
59,8 km², dos quais 59,0 km² cobertos por terra e 0,8 km² cobertos por água.

## Localidades na vizinhança
O diagrama seguinte representa as localidades num raio de 20 km ao redor de Roseburg North.